# جيمس د. جونسون
جيمس د. جونسون (بالإنجليزية: James D. Johnson)‏ هو محامي وقاضي وسياسي أمريكي، ولد في 20 أغسطس 1924 بكروسيت في الولايات المتحدة، وتوفي في 13 فبراير 2010 بكونوي في الولايات المتحدة. حزبياً، نشط في الحزب الديمقراطي والحزب الجمهوري. وقد انتخب عضو مجلس ولاية أركنساس.